# Antonio Serradilla
Antonio Serradilla Cuenca, más conocido como Antonio Serradilla, (Sevilla, 10 de enero de 1999) es un jugador de balonmano español que juega de lateral izquierdo en el SC Magdeburg. De la cantera del Balonmano Montequinto, es internacional con la selección de balonmano de España, con la que debutó en la Euro Cup de 2019.
Originario de Sevilla dio sus primeros pasos en este deporte en el Balonmano Montequinto. Jugando en el club quinteño fue llamado por el combinado nacional juvenil, con el que, en el 2017, se alzó como subcampeón del mundo con la selección española dirigida por Alberto Suárez y fue elegido 'Mejor Jugador' de las semifinales ante Croacia. 
En el año 2018, tras ser galardonado como MVP de Primera División con el club nazareno, fue fichado por el Quabit Guadalajara, donde estuvo 2 años.
En el 2020 ficha por el Ciudad de Logroño.
En junio del 2021 se le extirpó un ojo debido a un tumor ocular, pero afortunadamente se consiguió recuperar, y tres meses después regresó a las canchas de balonmano.

## Clubes
| Club                  | País     | Año         |
| --------------------- | -------- | ----------- |
| Balonmano Montequinto | España   | 2014-2018   |
| Quabit Guadalajara    | España   | 2018 - 2020 |
| BM Ciudad de Logroño  | España   | 2020 - 2023 |
| Elverum Handball      | Noruega  | 2023 - 2024 |
| SC Magdeburg          | Alemania | 2024 - Act. |